# リコシェ (ローラーズのアルバム)
『リコシェ (Ricochet)』は、ザ・ローラーズの1981年のロック・アルバム。

## 解説
ダンカン・フォールをメンバーに迎えたザ・ローラーズ名義での3作目。
前作でアリスタ・レコードとの契約が終了し、Epic Recordsと契約（日本ではCBSソニーからリリースされた）。
ミュートを効かせたギターの刻みから爽快なサビが炸裂するタイプの曲が多数収録され、クイーンやスパークス風のオペラっぽいアレンジもあり、セールス的には成功しなかったが、完全にアイドルから脱皮した完成度の高い作品と評価されている。
海外で2008年にCDが発売された際に「ライフ・オン・ザ・ラジオ」のシングル・バージョンが、ボーナス・トラックとして加えられた。

## トラックリスト

### Side One
1. ドアーズ、バーズ、アンド・メタル "Doors, Bars, Metal" (Faure)
2. ライフ・オン・ザ・ラジオ "Life on the Radio" (Erick Faulkner)
3. ノー・ダウト・アバウト・イット "No Doubt About It" (Faulkner)
4. ロキシー・レディ "Roxy Lady" (Faulkner)
5. リコシェ "Ricochet" (Faure)
6. カム・ホーム・ウィズ・ミー "Won't You Come Home With Me" (Faure)

### Side Two
1. ライド "Ride" (Faure)
2. ラヴ・オン・ザ・ライン "Lay Your Love on the Line" (Faulkner, Faure, Stewert Wood)
3. ザ・ボーイズ・アー "That's Where the Boys Are" (Faulkner)
4. セット・ザ・ファッション "Set the Fashion" (Faure, Wood)
5. ユア・ライフ "This Is Your Life" (Faulkner, Faure, Alan Longmuir, Wood)

## パーソネル

### メンバー
- ダンカン・フォール – リード・ボーカル、ギター
- エリック・フォークナー – ギター、リード・ボーカル（「ロキシー・レディ」、「ザ・ボーイズ・アー」）
- アラン・ロングミュアー – ギター、ベース、キーボード
- デレク・ロングミュアー – ドラム、パーカッション
- スチュアート・"ウッディ"・ウッド – ベース、ボーカル

### その他
- Judd Lander – バグパイプ、ハーモニカ
- Pat Bianco – サックス